# Трезор
«Трезор» (фр. Trésor) — фільм 2009 року.

## Зміст
Сімейна пара вирішує завести собаку. І ось в їх житті з'являється симпатичний бульдог Трезор. Але, як і з кожною собакою, з ним будуть певні проблеми. І тут відношення подружжя різняться кардинально - чоловік страждає від витівок вихованця, а дружина вважає його наймилішим створінням на всій планеті.